# Dr Pepper/Seven Up
Dr Pepper/Seven Up war bis zur Unternehmensübernahme durch die Dr Pepper Snapple Group ein US-amerikanischer Getränkehersteller. Dr Pepper/Seven Up ist aus dem Zusammenschluss von Dr Pepper und Seven Up entstanden.

## Geschichte
1986 entstand Dr Pepper/Seven Up Inc. durch Fusion der Unternehmen Dr Pepper Company und Seven Up Company.
1995 wurde Dr Pepper/Seven Up vom britischen Süßwarenkonzern Cadbury Schweppes erworben. Bis 2008 war Dr Pepper/Seven Up eine Tochter des Konzerns.
2003 entstand die nordamerikanische Getränkesparte Cadbury Schweppes Americas Beverages des Konzerns Cadbury Schweppes aus dem Zusammenschluss von Dr Pepper/Seven Up, der Snapple Beverage Group, Mott's LLP und Bebidas Mexico.
2008 gliederte Cadbury Schweppes die Getränkesparte aus dem Konzern aus. Das neue in Plano (Texas) ansässige Unternehmen firmiert nun als Dr Pepper Snapple Group Inc.

## Vertrieb
In vielen Ländern hat Dr Pepper Snapple die Vertriebsrechte an Coca-Cola und andere Partner lizenziert, da Dr Pepper/Seven Up praktisch keine eigenen Abfüllanlagen besitzt. Die Vertriebsrechte außerhalb Nordamerikas besitzt PepsiCo, seit 1985 Eigentümer von Seven Up International.

### Vereinigte Staaten
In den Vereinigten Staaten hat Dr Pepper kein eigenes Netz von Abfüll- und Vertriebspartnern wie die größeren Konkurrenten Coca-Cola Company und PepsiCo. Stattdessen vertreiben häufig unabhängige Partner dieser Unternehmen sowie von anderen kleineren Abfüllern das Getränk.

### Deutschland & Österreich
In Deutschland gab es Dr Pepper erstmals 1997 zu kaufen (vor allem an Tankstellen und in Bahnhöfen). Im Mai 2006 übernahm die Krombacher Brauerei die Lizenz und den Vertrieb der Marke Schweppes (also auch Dr Pepper) für Deutschland und Österreich.